# Alejandro Ararat
Alejandro Ararat Díaz (ur. 27 lipca 2006 w Cali) – kolumbijski piłkarz występujący na pozycji defensywnego pomocnika, od 2024 roku zawodnik Atlético Huila.